# アデレード・ケイン
アデレード・ケイン（Adelaide Kane、1990年8月9日 - ）は、オーストラリアの女優。

## 経歴
オーストラリアの西オーストラリア州クレアモントで生まれ、パースで育ったあとにメルボルンに移った。
2007年にオーストラリアのテレビドラマ『Neighbours』に計42話出演、その後、メインキャストでアメリカ合衆国のテレビドラマ『パワーレンジャー・RPM』に計29話出演した。
2013年に公開されたジェームズ・デモナコ監督の米国アクションホラー映画『The Purge』に出演し、父親ジェームズ・サンディン役のイーサン・ホーク、母親メアリー役のレナ・ヘディの10代の娘ゾーイ・サンディンを演じた。
2013年からアメリカ合衆国の大河テレビドラマ『REIGN/クイーン・メアリー』に主人公のスコットランド女王メアリー・スチュワートとして主演している。

## 出演作品

### 映画
- Goats（2012）
- パージ The Purge（2013）
- Louder Than Words（2013）
- Blood Punch（2013）
- The Devil's Hand（2014）
- ラスト・ラブ Can't Buy My Love（2016）※テレビ映画
- コズミック・シン Cosmic Sin（2021）

### テレビドラマ
- パワーレンジャー・RPM Power Rangers RPM（2009）
- Teen Wolf（2013）
- REIGN/クイーン・メアリー Reign（2013 – ）
- This Is Us (2020)
- 『スタートレック:ストレンジ・ニュー・ワールド』Star Trek: Strange New Worlds (2023)